# Sophie Favier
Pour les articles homonymes, voir Favier.
 (mars 2018).
Améliorez-le ou discutez des points à vérifier. 
Sophie Favier, née le 5 octobre 1963 à Lyon (Rhône), est une animatrice de la télévision française, également actrice et chanteuse.

## Biographie

### Enfance et débuts
Sophie Favier, née le 5 octobre 1963 à Lyon (Rhône) sur le plateau de la Croix-Rousse[réf. nécessaire] est la fille d'un architecte d'origine française, et d'une coiffeuse d'origine espagnole[source insuffisante][réf. à confirmer].
Ses parents divorcent quand elle a sept ans. Lorsque son père meurt, alors qu'elle a quinze ans, sa famille déménage à Caluire-et-Cuire. Elle a également un frère.

### Hôtesse aule Collaro showpuis animatrice sur Canal+ (1981-1987)
Plus jeune, Sophie Favier veut devenir danseuse. Après avoir obtenu son bac B, elle souhaite s'inscrire en fac de droit pour devenir avocate, mais son sort est déterminé par une collaboratrice de Stéphane Collaro, Catherine Corbineau, qu'elle a rencontrée à Saint-Tropez sur une plage l'été précédent (juillet 1981). Elle fait sa première apparition télévisuelle dans le Collaro show en prime time. De 1981 à 1983, elle est danseuse au sein de la troupe des coco-girls, dans Co-Co Boy, émission produite par Stéphane Collaro.
A la même époque, elle pose nue pour des photos de charme. En 1983, elle est élue fille de l'année par le magazine Lui. Elle dément avoir été licenciée par Collaro en 1984 mais dit être volontairement partie sur Canal+, pour animer l'émission Maxitête de 1984 à 1987. 

### Succès sur TF1 (1987-1997)
De retour sur TF1, elle devient chroniqueuse au bloc-notes de Ciel, mon mardi ! de 1988 à 1990 en remplacement de Renaud Rahard puis à Coucou c'est nous ! de 1992 à 1993, deux émissions présentées par Christophe Dechavanne. En 1993, elle présente sur TF1 l'émission Sophie... sans interdits produite par Christophe Dechavanne. Celui-ci, n'étant pas convaincu, décide d'arrêter le programme après le pilote de l'émission.
Durant la saison 1993-1994, elle fait partie de l'équipe de chroniqueurs de l'émission Sacrée Soirée; elle enchaine durant la saison 1994-1995 en co-animant l'émission Super mecs au côté de Patrick Sébastien, ainsi que de l'émission Sans aucun doute de 1995 à 1996. L'année suivante, elle co-anime trois numéros en prime de l'émission Capitale d'un soir avec Philippe Risoli. À la rentrée 1998 sur RTL-TVI, elle est jurée du concours de chanteurs amateurs Stars ce soir, aux côtés de Marie-Christine Maillard et Claude Barzotti.

### Retour à la télévision (2003-2011)
En 2003, elle participe à l'émission de télé-réalité Nice People, présentée par Flavie Flament et Arthur sur TF1 et anime l'émission Incroyable mais vrai, aux côtés de Bruno Roblès, Jean-Pascal Lacoste et Roger Pierre. Elle présente l'EuroMillions de février 2004 jusqu'en 2011. En parallèle, elle co-présente en 2010 et 2011 Votre voyance avec Claude Alexis sur Vivolta en alternance avec Frédéric Charpentier. Elle a été marraine du salon « Paranormal vision » organisé aux Saintes-Maries-de-la-Mer en 2012. Du 11 février à juillet 2011, elle intègre l'équipe de l'émission Morandini ! sur Direct 8, en tant que chroniqueuse. Puis, en septembre 2011, elle devient la nouvelle ambassadrice du site de bingo OnlineBingo.

### Autres activités (depuis 2012)
En septembre 2012, elle devient propriétaire d'une boutique de mode à Neuilly-sur-Seine (92) qui s'appelle Twiggy. En 2014 et en 2015, elle participe au Grand concours des animateurs sur TF1. Le 9 décembre 2016, elle revient aux Grosses Têtes, en y participant pour la première fois sous la période Laurent Ruquier. Du 4 au 11 novembre 2017, elle présente les concerts de la croisière Âge Tendre, produite par Christophe Dechavanne.

### Vie privée
Sophie Favier a une fille avec Jean-Michel Muret, ingénieur : Carla-Marie, née le 3 août 1995 à Neuilly-sur-Seine.

## Animation

### Radio
- 1996 - 1997 : animatrice sur Voltage
- Eté 2002 : animatrice sur Europe 1 d'une émission sur les Rêves en remplacement de Caroline Dublanche[13],[14]
- 2009 - 2012 : chroniqueuse sur Europe 1 dans l'émission On va s'gêner[15]
- 2016 : sociétaire de l'émission Les Grosses Têtes, RTL

### Télévision
- 1981-1983 : Coco-girl, danseuse au sein d'un girl group
- 1982-1984 : Co-Co Boy de Stéphane Collaro et Catherine Corbineau (TF1)
- 1984 : Les Enfants du rock (Antenne 2)
- 1986-1987 : Maxitête (Canal+)
- 1988-1992 : Ciel, mon mardi ! de et avec Christophe Dechavanne (TF1)
- 1992-1993 : Coucou c'est nous ! de et avec Christophe Dechavanne (TF1)
- 1993 : Sophie… sans interdit de Franck Schlesinger (émission-pilote) (TF1)
- 1994 : Sacrée Soirée produite par Gérard Louvin et présentée par Jean-Pierre Foucault (TF1)
- 1994-1996 : Sans aucun doute produite par Gérard Louvin et présentée par Julien Courbet (TF1)
- 1994- 1995 : Super Mecs de et avec Patrick Sébastien (TF1)
- Été 1996 : Stars en folie produite par Stéphane Collaro et présentée Philippe Lavil (TF1)
- 1997 : Capitale d'un soir produite par Gérard Louvin, présentée par Philippe Risoli (TF1)
- 2003 : Nice People (candidate au jeu, comme Christophe Dechavanne), présentée par Arthur et Flavie Flament (TF1)
- 2003-2006 : Incroyable mais vrai !, co-présentée avec Bruno Roblès, Jean-Pascal Lacoste et Roger Pierre (TF1)
- 2004 : Combien ça coûte ? produite par   Christophe Dechavanne et présentée par Jean-Pierre Pernaut (TF1)
- 2004-2011 : EuroMillions (co-présentation en alternance avec Thierry Baumann) (TF1)
- 2006 : Mazal show avec Yves Tolédano (TFJ)
- 2006 : Soirée Astro 2007 (avec Didier Blau) (Foxlive)
- 2010 : Voyance en direct (émission quotidienne présentée en alternance avec Frédéric Charpentier. Voyant de l'émission : Claude Alexis) (Vivolta)
- 2010 : Votre voyance (les lundis et vendredis, émission présentée en alternance avec Frédéric Charpentier. Voyant de l'émission : Claude Alexis) (Vivolta)
- 2011 : Morandini ! (« La revue de Sophie » : revue de presse tous les vendredis dans l'émission présentée par Jean-Marc Morandini) (Direct 8)

## Filmographie

### Cinéma
- 1981 : Tais-toi quand tu parles de PhiIippe Clair : la fausse blonde
- 1983 : Lady Libertine de Gérard Kikoïne : Maud Collins
- 1984 : Vénus de Peter Hollison : Lia
- 1984 : Cheech & Chong's The Corsican Brothers de Tommy Chong et Cheech Marin : la seconde Lovely
- 1984 : Par où t'es rentré ? On t'a pas vu sortir de Philippe Clair : une des files de Ben Burger

### Télévision
- 1997 : Sous le soleil (série télévisée) (saison 2, trois épisodes) : Magali Lescaut
- 1997 : Paradis d'enfer (série télévisée) : Sophie

### Clip
- 2010 : ChatRoulette de Max Boublil : la femme

## Discographie
En 1984, elle s'essaie à la chanson avec le titre Aujourd'hui plus qu'hier. En 1996, elle sort un nouveau single intitulé Il me tape sur les nerfs… qui est une adaptation française de Tic, tic tac du groupe brésilien Carrapicho.

### Singles
- 1984 : Aujourd'hui plus qu'hier…
- 1996 : Il me tape sur les nerfs...
- 1997 : Bye bye
- 1998 : Qu'est ce que tu paries
- 1999 : À la claire fontaine
- 2010 : Elle participe à la chanson Chatroulette de Max Boublil

## Publications
- avec Cathy Selena, Comment j'ai perdu 10 kilos en 3 mois : grâce au régime Dukan et à la méthode Clémenceau, Paris, G. Trédaniel, 2009, 263 p. (ISBN 978-2-84445-994-7, OCLC 470956504, BNF 41474270).
- avec Séverine Servat, Jamais aussi bien qu'à 50 ans !, Neuilly-sur-Seine, Michel Lafon, 2009, 269 p. (ISBN 978-2-7499-2948-4, OCLC 953080356, BNF 45034495).